# Stuart Dallas
Stuart Alan Dallas (* 19. dubna 1991 Cookstown) je bývalý severoirský profesionální fotbalista, který hrál na pozici krajního obránce či středního záložníka.

## Klubová kariéra
Dallas nastupoval ve své profesionální fotbalové kariéře za kluby Crusaders FC (Severní Irsko), Brentford FC, Northampton Town FC a Leeds United FC (všechny Anglie).

## Reprezentační kariéra
Stuart Dallas zaznamenal svůj debut za severoirský národní A-tým 27. 5. 2011 v přátelském utkání v Dublinu proti týmu Walesu (prohra 0:2). Se svým mužstvem se mohl v říjnu 2015 radovat po úspěšné kvalifikaci z postupu na EURO 2016 ve Francii (byl to premiérový postup Severního Irska na evropský šampionát). Zúčastnil se EURA 2016 ve Francii, kam jej nominoval trenér Michael O'Neill.